# معتز هبه
معتز صابر عياش هبه (مواليد 5 مايو 2003) هو لاعب كرة قدم سعودي يلعب حاليًا في نادي الوشم.

## مسيرة اللاعب
لعب في نادي الرياض في الفئات السنية و لعب بعدها مع نادي الوشم.